# Jean-Silvestre N’Keoua
Jean-Silvestre N’Keoua (ur. 31 grudnia 1979) – piłkarz kongijski grający na pozycji pomocnika.

## Kariera klubowa
W swojej karierze piłkarskiej N’Keoua  grał między innymi w Wybrzeżu Kości Słoniowej, w klubach Africa Sports National z Abidżanu i ASC Bouaké oraz algierskim MO Constantine. Z Afriką Sports wywalczył mistrzostwo kraju w 1999 roku, puchar kraju w 1998 roku i Puchar Zdobywców Pucharów w 1999 roku.

## Kariera reprezentacyjna
W reprezentacji Konga N’Keoua zadebiutował 9 kwietnia 1995 roku w zremisowanym 1:1 meczu kwalifikacji do Pucharu Narodów Afryki 1996 z Gambią, rozegranym w Bakau. W 2000 roku został powołany do kadry na Puchar Narodów Afryki 2000. Na tym turnieju rozegrał trzy mecze: z Marokiem (0:1), z Nigerią (0:0) i z Tunezją (0:1). Od 1995 do 2001 wystąpił w kadrze narodowej 28 razy i strzelił 1 gola.